# Zigmas Levickis
Zigmas Levickis (* 10. April 1949 in Kaltinėnai, Rajongemeinde Šilalė) ist ein litauischer Jurist, Richter.

## Leben
1967 war Levickis Arbeiter, 1968–1970 leistete er seinen Pflichtdienst in der Sowjetarmee. 1970–1975 absolvierte er das Diplomstudium der Rechtswissenschaften an der Universität Vilnius. 1976–1980 war er Richter am Kreisgericht Kaišiadorys, 1980–1993 am Obersten Gericht Litauens, 1993–2002 am Verfassungsgericht der Litauischen Republik und ab 2002 am Obersten Gericht Litauens.